# Moldauische Badmintonmeisterschaft 2024
Die Moldauische Badmintonmeisterschaft 2024 fand vom 23. bis zum 24. November 2024 in Chișinău statt.

## Medaillengewinner
| Disziplin    | Gold                               | Silber                                  | Bronze                             |
| ------------ | ---------------------------------- | --------------------------------------- | ---------------------------------- |
| Herreneinzel | Vladimir Leadavschi                | Alexander Ursatii                       | Nicolae Enachi                     |
| Dameneinzel  | Vlada Ginga                        | Paola Ginga                             | Dominica Bragnebun                 |
| Herrendoppel | Vladimir Leadavschi Vitalie Izbash | Alexei Dvorac Nicolae Enachi            | Dumitru Dmitriev Anton Ursu        |
| Damendoppel  | Paola Ginga Vlada Ginga            | Tatiana Balanetskaia Dominica Bragnebun | Ecaterina Fedotcenсo Evgenia Rosca |
| Mixed        | Nicolae Enachi Paola Ginga         | Peter Kunev Vlada Ginga                 | Vitalie Izbash Dariana Cunev       |